# Stenares (Stenares) improbus
Stenares (Stenares) improbus là một loài côn trùng trong họ Myrmeleontidae thuộc bộ Neuroptera. Loài này được Walker miêu tả năm 1853.